# مروة الأطرش
مروة الأطرش ممثلة سورية وخريجة ومحاضرة في المعهد العالي للفنون المسرحية بدمشق.

## حياتها
ولدت مروة في مدينة السويداء (جنوب) سوريا، بدأت مسيرتها الفنية في سن العاشرة في فيلم الطحين الأسود مع المخرج غسان شميط، لعبت في «الطحين الأسود» دور طفلة يتيمة تدافع عن رفاقها المتأخرين عند «شيخ الكتاب» الذي كان ظالماً.. ثم فيلم الهوية للمخرج غسان شميط وهو فيلم عن الجولان المحتل.. جسدت فيه شخصية فتاة تحب خالها أكثر من أبويها، وتكون صلة الوصل بين خالها وحبيبته التي تصبح فيما بعد خطيبته. وأول دور بطولة لها كان في مسلسل ليل ورجال (2008) حيث أدت دور فتاة تسعى لإنقاذ عائلتها من التفكك. أما أكثر أدوارها شهرة فكان دورها في مسلسل الخربة (2011) بشخصية (فلوديا).
| مروة الأطرش                                   | الفنان الحقيقي عندما يسند إليه دوراً في عمل ما، عليه أن يتماهى معه نفسياً وشكلياً وجسدياً وسلوكياً، فالمهنة يجب أن تعطيها بكل طاقتك لتستطيع أن تعطيك... | مروة الأطرش |
| — مروة الأطرش، مقابلة مع موقع الفن 09-05-2017 | |             |

### الغناء
وتتمتع بموهبة الغناء، فشاركت مع فرقة نهوند الغنائية وقدمت عروضا على دار الأوبرا بدمشق، ودرست الموسيقى في معهد أورنينا وما كان يُدعى معهد شبيبة الأسد، وتخصصت في العزف على الإيقاع و غناء وصولفيج ودرست الغناء الكورالي مع الأستاذ حسام الدين بريمو.

### المسرح
لعبت دورالبطولة في مسرحية (طقوس الإشارات والتحولات) إخراج فايز قزق، ودور البطولة في (ملحمة السراب) إخراج عجاج سليم، وبطولة مسرحية (جسور) عن مسرحية (تكسير أنوف) لماروشا بيلالوتا، إخراج تامر العربيد، ومسرحية (مَكبث) بدور الليدي ماكبث لشكسبير إخراج بسام كوسا، ومسرحية (الملك لير) بدور الابنة ريجن، إخراج علي صطوف، ومسرحية (تكرار) عن مسرحية (المتحذلقات السخيفات) لموليير إخراج بسام كوسا.

## حياتها الخاصة
مروة هي الابنة الصغرى للكاتب والممثل ممدوح الأطرش، ووالدتها منى العبد الله الموظفة في مؤسسة الطيران العربية السورية، وشقيقتها الإعلامية مزنة الأطرش، وابنة عمها الممثلة ليليا الأطرش، وهي حفيدة للفنانين فريد الأطرش وأسمهان.

## أعمالها
- بناية هب الريح 2021
- دفعة بيروت (2020) بدور شكران
- ترجمان الأشواق (2018).للمخرج حازم بخاري، لم يُعرض بعد.
- قسمة وحب (2018).
- فرصة أخيرة (2018).
- وجع الصمت (2016)
- كمون وليمون (2012).
- مرايا 2011 بدور فضة في اسكيتش جرة عسل.
- الخربة (2011)، بدور فلوديا ابنة الأستاذ جميل.
- في حضرة الغياب (2011) للمخرج نجدة إسماعيل أنزور.
- أهل الراية (الجزء الثاني) (2010)، بدور مَلكة فتاة تبحث عن قاتل والدها.
- فيلم دمشق مع حبي (2010).
- مسرحية خطوة إلى الخلف (2009).
- ليل ورجال (2008)، شخصية هنادي.
- جرن الشاويش (2007).
- فيلم الهوية (2007).
- فيلم الطحين الأسود (2001).[7]